# Tinospora glabra
Tinospora glabra är en tvåhjärtbladig växtart som först beskrevs av Nicolaas Laurens Nicolaus Laurent Burman, och fick sitt nu gällande namn av Merrill. Tinospora glabra ingår i släktet Tinospora och familjen Menispermaceae. Inga underarter finns listade i Catalogue of Life.